# Parnac (Òlt)
Parnac (en francès Parnac) és un municipi francès situat al departament de l'Òlt i a la regió d'Occitània.
El municipi té Parnac com a capital administrativa, i també compta amb els agregats de Cèls, Caunesilh, Massabiá, los Fassats i Reganhac.

## Demografia
| 1962                                       | 1968 | 1975 | 1982 | 1990 | 1999 | 2007 |
| ------------------------------------------ | ---- | ---- | ---- | ---- | ---- | ---- |
| 346                                        | 349  | 325  | 350  | 377  | 371  | 367  |
| Des de 1962: població sense dobles comptes |      |      |      |      |      |      |

## Administració
| Període | Identitat   | Partit |
| ------- | ----------- | ------ |
| 2008-   | Marc Gastal |        |